# Picciolo (moneta)
Il picciolo è stata una moneta usata a partire dal medioevo a Firenze.
Il nome deriva dal latino parvus, che significa piccolo, e serviva per indicare le monete di valore minore rispetto ad altre come i grossi. Dal punto di vista del valore, il picciolo era un quarto di un quattrino. Nell'Ottocento non era già più in uso.